# (73062) 2002 FE10
(73062) 2002 FE10 – planetoida z pasa głównego asteroid okrążająca Słońce w ciągu 3,44 lat w średniej odległości 2,28 j.a. Odkryta 16 marca 2002 roku.